# بخش ماریون (شهرستان مرسر، اوهایو)
بخش ماریون (به انگلیسی: Marion Township) یک منطقهٔ مسکونی در ایالات متحده آمریکا است که در شهرستان مرسر، اوهایو واقع شده‌است.
 بخش ماریون ۱۰۷٫۴ کیلومتر مربع مساحت و ۲٬۹۶۹ نفر جمعیت دارد و ۲۹۳ متر بالاتر از سطح دریا واقع شده‌است.